# Pietro Maria Bardi
Pietro Maria Bardi (La Spezia, 21 de fevereiro de 1900 — São Paulo, 10 de outubro de 1999) foi jornalista, historiador, crítico, colecionador, expositor e negociador de obras de arte. Pietro Maria Bardi, ou simplesmente P.M. Bardi, foi, junto a Assis Chateaubriand, o responsável pela criação do Museu de Arte de São Paulo (MASP), sendo seu diretor por 45 dedicados anos consecutivos. É considerado um dos mais importantes diretores de museu que o Brasil já teve.

## Infância
Filho de Pasquale Bardi e Elisa Viggioni, Pietro era o segundo de quatro irmãos. Diziam que era de poucos amigos e que sua vida escolar foi bastante atribulada. O próprio Bardi declarou, em inúmeras entrevistas, ter sido reprovado quatro vezes na terceira série do ensino fundamental.

## Jornalismo
Ainda rapaz, Bardi trabalhou como operário assistente no Arsenale Marittimo e, em seguida, tornou-se aprendiz em um escritório de advocacia. Em 1917 foi convocado para integrar o exército italiano e partiu de La Spezia para não mais retornar.
É nessa fase que ele iniciou de fato sua carreira jornalística, antes já esboçada em alguns artigos e colaborações a jornais como Gazzetta di Genova e o Indipendente e com a publicação, aos 16 anos, de seu primeiro livro, um ensaio sobre colonialismo.
Instalado em Bérgamo desde a baixa na carreira militar, Bardi encontrou trabalho no Giornale di Bergamo. Mais tarde, integrou a equipe do Popolo di Bergamo, Secolo, Corriere della Sera, Quadrante, Stile e muitos outros. Escrever foi sua principal atividade profissional até a morte, a maneira encontrada para manifestar seu estilo polêmico e a crítica baseada no conhecimento profundo e na vivência cotidiana da arte, da política e principalmente da arquitetura.

## Política e Arte

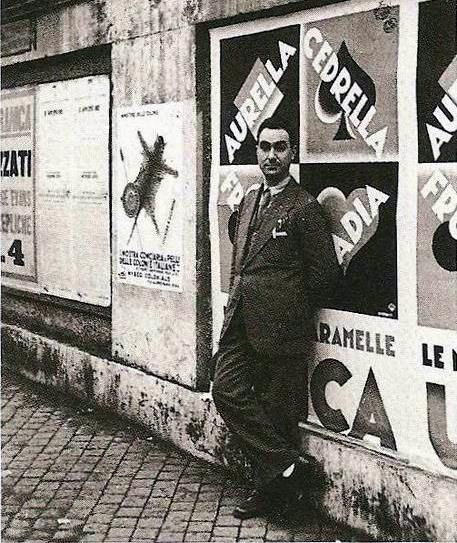
Bardi na Itália, 1925.

Em 1924, Bardi transferiu-se para Milão e casou-se com Gemma Tortarolo, com quem teve duas filhas, Elisa e Fiorella. Foi em Milão que ele começou a se aventurar como marchand e crítico de arte, com a aquisição da Galleria dell'Esame. Em 1929 tornou-se diretor da Galleria d'Arte di Roma e mudou-se para a capital.
Trazendo uma exposição a Buenos Aires, passou pelo Brasil pela primeira vez em 1933. Foi nessa ocasião que viu a Avenida Paulista, futuro endereço do MASP. A exposição Arquitetura Italiana de Hoje, em Buenos Aires, em 1933, apresentava uma abordagem um equilíbrio entre modernidade e nacionalismo, mas um elemento importante foi certamente sua proximidade com o regime fascista — a exposição também respondia à política de propaganda implementada pelo regime com o objetivo de “ganhar” expatriados italianos na América Latina. Os efeitos, porém, não foram os desejados.
Sua estreita conexão com o fascismo é já então bem conhecida na Itália: escrevia livros e ensaios defendendo a ideologia de Benito Mussolini. Entre esses, podemos citar seu artigo de1932 sobre os emigrados italianos do regime fascista em Paris ("15 giorni a Parigi tra i fuorusciti"), em que escreve, por exemplo: "Às vezes, iludidos e canalhas concordam em cruzar as fronteiras italianas, em aliança com os inimigos da pátria fascista, lançar alguns fogos de artifício ou trazer alguns baús de fundo falso cheios de panfletos vermelhos."
Após a Segunda Guerra Mundial, Bardi conheceu a arquiteta Lina Bo no Studio d'Arte Palma, em Roma, onde ambos trabalhavam. Ele divorciou-se e casou-se com Lina em 1946. Figura de relevo do fascismo italiano, em 1946, passado apenas um ano do fim da Segunda Guerra Mundial e da Liberação italiana, Pietro Maria Bardi emigra para o Brasil, como tantas outras personalidades do regime de Mussolini. Ele parte para o país sul-americano com a segunda mulher, Lina.
O casal alugou o porão de um navio cargueiro, o Almirante Jaceguay. Partiram de Gênova trazendo uma significativa coleção de obras de arte e peças de artesanato que seriam organizadas numa série de mostras. Transportaram também a enorme biblioteca do marchand. Chegaram ao Rio de Janeiro em 17 de outubro do mesmo ano.
Com as obras trazidas da Itália, Bardi organizou a Exposição de Pintura Italiana Moderna, em cujos salões conheceu o empresário Assis Chateaubriand, que o convidou para montarem juntos um museu há muito tempo idealizado. De 1947 a 1996 Bardi criou e comandou o Museu de Arte de São Paulo, MASP. Paralelamente, manteve sua atividade de ensaísta, crítico, historiador, pesquisador, galerista e marchand.
A 26 de novembro de 1987, foi agraciado com o grau de Comendador da Ordem do Mérito, de Portugal.
Publicou, em 1992, seu 50º e último livro, História do MASP. Em 1996, já adoecido, afastou-se do comando do museu.
Fundou, ao lado de Massimo Bontempelli, a revista Quadrante, importante periódico no qual diversos arquitetos modernos italianos, como Giuseppe Terragni, puderam publicar suas obras.
Abatido e com sua saúde debilitada desde a morte de Lina, em 1992, morreu em 10 de outubro de 1999, tendo cumprido quase um século de vida a provar sua definição de si próprio, em resposta ao parceiro Chateaubriand: "Sim, sou um aventureiro".

## Obras
- Carrà e Soffici: 102 tavole e referenze, 1930
- Un fascista al paese dei Soviet, 1933
- La strada e il volante, 1936 (romanzo)
- New Brazilian Art, 1970
- Viaggio nell'architettura, 1971
- L'architettura in Italia (1919-1943), 1972
- Arte brasileira, 1980